# 52. Berlini Nemzetközi Filmfesztivál
Az 52. Berlini Nemzetközi Filmfesztivál 2002. február 6. és 17. között rendezték meg, a nyitófilm Tom Tykwertől A gyilkosok is a mennyországba mennek, míg a zárófilm Charlie Chaplintől A diktátor volt. A fesztivál zsűrielnöke Mira Nair indiai filmkészítő volt. Az Arany Medve díjat Paul Greengrass filmje, Véres vasárnap és Mijazaki Hajao animéje, a Chihiro Szellemországban nyerték. A fesztivál idei retrospektív programjában az 1960-as évek európai filmjeire tekintettek vissza. A fesztivál rendezője Dieter Kosslick volt, aki Moritz de Hadelntől vette át a pozíciót.

## Zsűri
Az alábbi emberek voltak a fesztivál zsűrijének tagjai:
- Mira Nair, indiai filmkészítő - Zsűrielnök
- Nicoletta Braschi, olasz színésznő
- Peter Cowie, brit történész és író
- Renata Litvinova, orosz színésznő és filmkészítő
- Lucrecia Martel, argentin rendező és forgatókönyvíró
- Claudie Ossard, francia producer
- Raoul Peck, haiti filmkészítő
- Declan Quinn, amerikai operatőr
- Oskar Roehler, német filmkészítő és újságíró
- Kenneth Turan, amerikai professzor és filmkritikus

## Versenyben lévő filmek
Az alábbi filmek voltak versenyben az Arany Medve- és az Ezüst Medve-díjakért:
| Magyar cím                            | Eredeti cím          | Rendező               | Ország                                                                                 |
| ------------------------------------- | -------------------- | --------------------- | -------------------------------------------------------------------------------------- |
| 8 nő                                  | 8 Femmes             | François Ozon         | Franciaország, Olaszország                                                             |
| Ámen                                  | Amen.                | Costa-Gavras          | Franciaország, Németország, Románia, Amerikai Egyesült Államok                         |
| Parumu no ki                          | パルムの樹           | Takashi Nakamura      | Japán                                                                                  |
| Baader                                | Baader               | Christopher Roth      | Németország, Egyesült Királyság                                                        |
| Rosszfiú                              | 나쁜 남자            | Kim Gidok             | Dél-Korea                                                                              |
| Felhők mögött                         | Beneath Clouds       | Ivan Sen              | Ausztrália                                                                             |
| Véres vasárnap                        | Bloody Sunday        | Paul Greengrass       | Egyesült Királyság, Írország                                                           |
| Elégni a szélben                      | Brucio nel vento     | Silvio Soldini        | Olaszország, Svájc                                                                     |
| Bridget                               | Bridget              | Amos Kollek           | Franciaország, Japán                                                                   |
| Korzika sziklái                       | Der Felsen           | Dominik Graf          | Németország                                                                            |
| Félúton                               | Halbe Treppe         | Andreas Dresen        | Németország                                                                            |
| A gyilkosok is a mennyországba mennek | Heaven               | Tom Tykwer            | Németország, Olaszország, Amerikai Egyesült Államok, Franciaország, Egyesült Királyság |
| Iris – Egy csodálatos női elme        | Iris                 | Richard Eyre          | Amerikai Egyesült Államok, Egyesült Királyság                                          |
| Apróbb zűrök                          | Små ulykker          | Annette K. Olesen     | Dánia                                                                                  |
| KT                                    | KT                   | Junji Sakamoto        | Dél-Korea                                                                              |
| De Gaulle katonái                     | Laissez-passer       | Bertrand Tavernier    | Franciaország, Spanyolország, Németország                                              |
| Szörnyek keringője                    | Monster's Ball       | Marc Forster          | Amerikai Egyesült Államok, Kanada                                                      |
| Hétfő reggel                          | Lundi matin          | Otar Iosseliani       | Franciaország, Olaszország                                                             |
| Sorsfordítók                          | Piedras              | Ramón Salazar         | Spanyolország                                                                          |
| Tenenbaum, a háziátok                 | The Royan Tenenbaums | Wes Anderson          | Amerikai Egyesült Államok                                                              |
| Kikötői hírek                         | The Shipping News    | Lasse Hallström       | Amerikai Egyesült Államok, Kanada                                                      |
| Chihiro Szellemországban              | 千と千尋の神隠し     | Mijazaki Hajao        | Japán                                                                                  |
| Dekapentavgoustos                     | Δεκαπενταύγουστος    | Constantine Giannaris | Görögország                                                                            |
| Kísértések                            | Kísértések           | Kamondi Zoltán        | Magyarország                                                                           |

## Retrospektív - European 60s
Az alábbi filmeket vetítették a fesztivál retrospektív programjában:
| Magyar cím                                                  | Eredeti cím                                                 | Rendező                            | Ország                       |
| ----------------------------------------------------------- | ----------------------------------------------------------- | ---------------------------------- | ---------------------------- |
| 491                                                         | 491                                                         | Vilgot Sjöman                      | Svédország                   |
| 8½                                                          | Otto e mezzo                                                | Federico Fellini                   | Olaszország, Franciaország   |
| Andrej Rubljov                                              | Андрей Рублёв                                               | Andrei Tarkovsky                   | Szovjetúnió                  |
| Die Artisten in der Zirkuskuppel: ratlos                    | Die Artisten in der Zirkuskuppel: ratlos                    | Alexander Kluge                    | Nyugat-Németország           |
| Der Angriff der Gegenwart auf die übrige Zeit               | Der Angriff der Gegenwart auf die übrige Zeit               | Alexander Kluge                    | Nyugat-Németország           |
| La Tía Tula                                                 | La Tía Tula                                                 | Miguel Picazo                      | Spanyolország                |
| Banditák                                                    | Banditi a Orgosolo                                          | Vittorio De Seta                   | Olaszország                  |
| Forradalom előtt                                            | Prima della rivoluzione                                     | Bernardo Bertolucci                | Olaszország                  |
| A hazudós Billy                                             | Billy Liar                                                  | John Schlesinger                   | Egyesült Királyság           |
| Fekete Péter                                                | Černý Petr                                                  | Miloš Forman                       | Csehszlovákia                |
| Nagyítás                                                    | Blowup                                                      | Michelangelo Antonioni             | Egyesült Királyság           |
| Das Brot der frühen Jahre                                   | Das Brot der frühen Jahre                                   | Herbert Vesely                     | Nyugat-Németország           |
| Oldás és kötés                                              | Oldás és kötés                                              | Jancsó Miklós                      | Magyarország                 |
| Catch Us If You Can                                         | Catch Us If You Can                                         | John Boorman                       | Egyesült Királyság           |
| Charles élve vagy halva                                     | Charles mort ou vif                                         | Alain Tanner                       | Svájc                        |
| A férfigyűjtő                                               | La Collectionneuse                                          | Éric Rohmer                        | France                       |
| Százszorszépek                                              | Sedmikrásky                                                 | Věra Chytilová                     | Csehszlovákia                |
| Elindulás                                                   | Le départ                                                   | Jerzy Skolimowski                  | Belgium                      |
| Napfogyatkozás                                              | L'Eclisse                                                   | Michelangelo Antonioni             | Olaszország, Franciaország   |
| Korai művek                                                 | Рани радови                                                 | Želimir Žilnik                     | Jugoszlávia                  |
| Jegyesek                                                    | I fidanzati                                                 | Ermanno Olmi                       | Olaszország                  |
| Nőcskék                                                     | Les Bonnes Femmes                                           | Claude Chabrol                     | Franciaország, Olaszország   |
| A halál csöndje                                             | Il Grande silenzio                                          | Sergio Corbucci                    | Olaszország, Franciaország   |
| Os Verdes Anos                                              | Os Verdes Anos                                              | Paulo Rocha                        | Portugália                   |
| Éhség                                                       | Sult                                                        | Henning Carlsen                    | Dánia                        |
| A vadászat                                                  | La caza                                                     | Carlos Saura                       | Spanyolország                |
| Soy Cuba                                                    | Soy Cuba                                                    | Mikhail Kalatozov                  | Szovjetúnió, Kuba            |
| Ha…                                                         | if....                                                      | Lindsay Anderson                   | Egyesült Királyság           |
| Rysopis                                                     | Rysopis                                                     | Jerzy Skolimowski                  | Lengyelország                |
| Ártatlan varázslók                                          | Niewinni czarodzieje                                        | Andrzej Wajda                      | Lengyelország                |
| Intim megvilágításban                                       | Intimni osvetlení                                           | Ivan Passer                        | Csehszlovákia                |
| Kés a vízben                                                | Nóż w wodzie                                                | Roman Polański                     | Lengyelország                |
| Fata/Morgana                                                | Fata/Morgana                                                | Vicente Aranda                     | Spanyolország                |
| Liv                                                         | Liv                                                         | Pål Løkkeberg                      | Norvégia                     |
| Szerelem 65                                                 | Kärlek 65                                                   | Bo Widerberg                       | Svédország                   |
| Szerelmi ügy, avagy egy postáskisasszony tragédiája         | Ljubavni slucaj ili Tragedija sluzbenice                    | Dušan Makavejev                    | Jugoszlávia                  |
| Magical Mystery Tour                                        | Magical Mystery Tour                                        | The Beatles                        | Egyesült Királyság           |
| Tejút                                                       | La via lattéa                                               | Luis Buñuel                        | Spanyolország, Franciaország |
| Mr. Freedom                                                 | Mr. Freedom                                                 | William Klein                      | Franciaország                |
| A gyilkosok köztünk vannak                                  | Die Mörder sind unter uns                                   | Wolfgang Staudte                   | Németország                  |
| L'Enfance nue                                               | L'Enfance nue                                               | Maurice Pialat                     | Franciaország                |
| Éretlen szívek                                              | Les Coeurs verts                                            | Édouard Luntz                      | Franciaország                |
| Nachts auf den Straßen                                      | Nachts auf den Straßen                                      | Rudolf Jugert                      | Nyugat-Németország           |
| Nicht versöhnt oder es hilft nur Gewalt, wo Gewalt herrscht | Nicht versöhnt oder es hilft nur Gewalt, wo Gewalt herrscht | Jean-Marie Straub, Daniele Huillet | Nyugat-Németország           |
| Yksityisalue                                                | Yksityisalue                                                | Maunu Kurkvaara                    | Finnország                   |
| Paranoia                                                    | Paranoia                                                    | Adriaan Ditvoorst                  | Hollandia                    |
| Egy nő a hajón                                              | Pasażerka                                                   | Witold Lesiewicz, Andrzej Munk     | Lengyelország                |
| Az előadás                                                  | Performance                                                 | Donald Cammell, Nicolas Roeg       | Egyesült Királyság           |
| Persona                                                     | Persona                                                     | Ingmar Bergman                     | Svédország                   |
| Bolond Pierrot                                              | Pierrot le Fou                                              | Jean-Luc Godard                    | Franciaország, Olaszország   |
| A kilátóterasz                                              | La Jetée                                                    | Chris Marker                       | Franciaország                |
| Hollónegyed                                                 | Kvarteret korpen                                            | Bo Widerberg                       | Svédország                   |
| Helyszíni szemle                                            | Reconstituirea                                              | Lucian Pintilie                    | Románia                      |
| Die Sünderin                                                | Die Sünderin                                                | Willi Forst                        | Nyugat-Németország           |
| Felforgatók                                                 | I Sovversivi                                                | Paolo Taviani, Vittorio Taviani    | Olaszország                  |
| Egy csepp méz                                               | A Taste of Honey                                            | Tony Richardson                    | United Kingdom               |
| Jeudi on chantera comme dimanche                            | Jeudi on chantera comme dimanche                            | Luc de Heusch                      | Belgium, Franciaország       |
| A kő nyoma                                                  | Spur der Steine                                             | Frank Beyer                        | Kelet-Németország            |
| Viva Maria!                                                 | Viva Maria!                                                 | Louis Malle                        | Franciaország, Olaszország   |
| A háborúnak vége                                            | La Guerre est finie                                         | Alain Resnais                      | Franciaország, Svédország    |
| Búcsú a tegnaptól                                           | Abschied von gestern                                        | Alexander Kluge                    | Nyugat-Németország           |

## Győztesek
- Arany Medve:[4][10]
  - Véres vasárnap (Paul Greengrass)
  - Chihiro Szellemországban (Mijazaki Hajao)
- Zsűri Nagydíja: Félúton (Andreas Dresen)
- Ezüst Medve díj a legjobb rendezőnek: Otar Iosseliani (Hétfő reggel)
- Ezüst Medve díj a legjobb színésznőnek: Halle Berry (Szörnyek keringője)
- Ezüst Medve díj a legjobb színésznek: Jacques Gamblin (De Gaulle katonái)
- Ezüst Medve díj a kiemelkedő művészi teljesítményért: A 8 nő színésznői
- Ezüst Medve díj a legjobb filmzenének: Antoine Duhamel (De Gaulle katonái)
- Alfred Bauer-díj: Baader (Christopher Roth)
- Tiszteletbeli Arany Medve
  - Claudia Cardinale
  - Robert Altman
- Berlinale Kamera
  - Costa-Gavras
  - Volker Hassemer
  - Horst Wendlandt
- Kék Angyal díj
  - Apróbb zűrök (Annette K. Olesen)
- FIPRESCI-díj
  - Hétfő reggel (Otar Iosseliani)

## Fordítás
- Ez a szócikk részben vagy egészben  a(z)   52nd Berlin International Film Festival című angol Wikipédia-szócikk fordításán alapul.  Az eredeti cikk szerkesztőit annak laptörténete sorolja fel. Ez a jelzés csupán a megfogalmazás eredetét és a szerzői jogokat jelzi, nem szolgál a cikkben szereplő információk forrásmegjelöléseként.